# Campeonato Mundial de Voleibol Feminino Sub-19 de 2025
O Campeonato Mundial de Voleibol Feminino Sub-19 de 2025 foi a 2ª edição com esta nomenclatura (Sub-19), e a 19ª edição da competição na história (somando as anteriores chamadas de Sub-18), disputada entre 24 seleções mundiais, no período de 2 a 13 de julho, sendo co-organizado pela cidade croata de Osijek e as cidades sérvias de Vrnjačka Banja e Trstenik.
A Bulgária conquistou seu primeiro título ao derrotar os Estados Unidos na final por 3 sets a 1. Completando o pódio, a Polônia venceu a Turquia na disputa pelo bronze. A levantadora búlgara Dimana Ivanova foi nomeada a melhor jogadora do certame e premiada como a melhor em sua função.

## Equipes qualificadas
| Torneio de qualificação          | Data                                 | Sede                     | Vagas | Qualificados         | Última participação |
| -------------------------------- | ------------------------------------ | ------------------------ | ----- | -------------------- | ------------------- |
| País-sede                        | 19 de setembro de 2024               | Lausana                  | 2     | Croácia              | / 2023              |
| País-sede                        | 19 de setembro de 2024               | Lausana                  | 2     | Sérvia               | / 2023              |
| Defesa do título                 | 19 de setembro de 2024               | Lausana                  | 1     | Estados Unidos       | / 2023              |
| Campeonato Europeu de 2024       | 1 a 13 de julho de 2024              | Heraclião- Blaj          | 6     | Itália               | / 2023              |
| Campeonato Europeu de 2024       | 1 a 13 de julho de 2024              | Heraclião- Blaj          | 6     | Bélgica              | 2015                |
| Campeonato Europeu de 2024       | 1 a 13 de julho de 2024              | Heraclião- Blaj          | 6     | Polônia              | / 2023              |
| Campeonato Europeu de 2024       | 1 a 13 de julho de 2024              | Heraclião- Blaj          | 6     | Bulgária             | / 2023              |
| Campeonato Europeu de 2024       | 1 a 13 de julho de 2024              | Heraclião- Blaj          | 6     | Alemanha             | / 2023              |
| Campeonato Europeu de 2024       | 1 a 13 de julho de 2024              | Heraclião- Blaj          | 6     | Espanha              | 2001                |
| Campeonato NORCECA de 2024       | 14 a 19 de julho de 2024             | Tegucigalpa              | 4     | México               | {/ 2023             |
| Campeonato NORCECA de 2024       | 14 a 19 de julho de 2024             | Tegucigalpa              | 4     | Porto Rico           | / 2023              |
| Campeonato NORCECA de 2024       | 14 a 19 de julho de 2024             | Tegucigalpa              | 4     | Canadá               | / 2023              |
| Campeonato NORCECA de 2024       | 14 a 19 de julho de 2024             | Tegucigalpa              | 4     | República Dominicana | / 2023              |
| Campeonato Asiático de 2024      | 16 a 23 de junho de 2024             | Nakhon Pathom-Ratchaburi | 4     | Japão                | / 2023              |
| Campeonato Asiático de 2024      | 16 a 23 de junho de 2024             | Nakhon Pathom-Ratchaburi | 4     | Taipé Chinês         | 2015                |
| Campeonato Asiático de 2024      | 16 a 23 de junho de 2024             | Nakhon Pathom-Ratchaburi | 4     | China                | / 2023              |
| Campeonato Asiático de 2024      | 16 a 23 de junho de 2024             | Nakhon Pathom-Ratchaburi | 4     | Tailândia            | / 2023              |
| Campeonato Africano de 2024      | 5 a 8 de agosto de 2024              | Tunis                    | 1     | Tunísia              | 2013                |
| Campeonato Sul-Americano de 2024 | 28 de agosto a 1 de setembro de 2024 | Araguari                 | 3     | Argentina            | / 2023              |
| Campeonato Sul-Americano de 2024 | 28 de agosto a 1 de setembro de 2024 | Araguari                 | 3     | Brasil               | / 2023              |
| Campeonato Sul-Americano de 2024 | 28 de agosto a 1 de setembro de 2024 | Araguari                 | 3     | Peru                 | / 2023              |
| Ranking Mundial                  | março de 2024                        | Lausana                  | 3     | Chile                | / 2023              |
| Ranking Mundial                  | março de 2024                        | Lausana                  | 3     | Egito                | / 2023              |
| Ranking Mundial                  | março de 2024                        | Lausana                  | 3     | Turquia              | / 2023              |
| Total                            |                                      |                          | 24    |                      |                     |

## Locais dos jogos
| OsijekCampeonato Mundial Sub-19 de 2025 (Croácia)                 | Osijek                                                  | Osijek          |
| ----------------------------------------------------------------- | ------------------------------------------------------- | --------------- |
| OsijekCampeonato Mundial Sub-19 de 2025 (Croácia)                 | Gradski vrt Hall                                        |                 |
| OsijekCampeonato Mundial Sub-19 de 2025 (Croácia)                 | Capacidade: 3 538 (Quadra Central) 1 770(Ginásio Menor) |                 |
| OsijekCampeonato Mundial Sub-19 de 2025 (Croácia)                 |                                                         |                 |
| Vrnjačka Banja TrstenikCampeonato Mundial Sub-19 de 2025 (Sérvia) | Vrnjačka Banja                                          | Trstenik        |
| Vrnjačka Banja TrstenikCampeonato Mundial Sub-19 de 2025 (Sérvia) | Vlade Divac Hall                                        | Trstenik Hall   |
| Vrnjačka Banja TrstenikCampeonato Mundial Sub-19 de 2025 (Sérvia) | Capacidade: 1 300                                       | Capacidade: 750 |
| Vrnjačka Banja TrstenikCampeonato Mundial Sub-19 de 2025 (Sérvia) |                                                         |                 |

## Fórmula da disputa
A competição será disputada por 24 seleções mundiais, distribuídas proporcionalmente em quatro grupos, A, B, C e D, todas se enfreando em cada grupo, resultando em 16 times classificados para a disputa das oitavas de final e as demais disputarão as posições do décimo sétimo ao vigésimo lugares
As equipes vencedoras da fase de oitavas de final disputarão as quartas de final e as eliminadas as disputas pelas posições inferiores; já as vencedoras da quartas de final disputarão a semifinal e as eliminadas disputarão do quinto ao oitavo lugares.
As equipes que venceram as semifinais competirão pelo título na grande final e as perdedoras a disputa pelo bronze.

## Primeira fase
|  | Qualificados para a Oitavas de final                |
|  | Qualificados para as Disputas do 17º ao 20º lugares |

### Grupo A
Classificação
|     |           |     | Jogos | Jogos | Jogos | Pontos | Pontos | Pontos | Sets | Sets | Sets  |
| Pos | Equipe    | Pts | T     | V     | D     | V      | P      | R      | V    | P    | R     |
| --- | --------- | --- | ----- | ----- | ----- | ------ | ------ | ------ | ---- | ---- | ----- |
| 1   | Croácia   | 13  | 5     | 5     | 0     | 499    | 436    | 1.144  | 15   | 6    | 2.500 |
| 2   | Alemanha  | 13  | 5     | 4     | 1     | 487    | 413    | 1.179  | 14   | 7    | 2,000 |
| 3   | México    | 9   | 5     | 3     | 2     | 382    | 368    | 1.038  | 11   | 6    | 1.833 |
| 4   | Tailândia | 4   | 5     | 1     | 4     | 404    | 453    | 0.892  | 7    | 13   | 0.538 |
| 5   | Canadá    | 3   | 5     | 1     | 4     | 410    | 467    | 0.878  | 6    | 13   | 0.462 |
| 6   | Egito     | 3   | 5     | 1     | 4     | 379    | 424    | 0.894  | 5    | 13   | 0.385 |

Resultados
| Data  | Hora  |           | Placar |           | Set 1 | Set 2 | Set 3 | Set 4 | Set 5 | Total   | Relatório |
| ----- | ----- | --------- | ------ | --------- | ----- | ----- | ----- | ----- | ----- | ------- | --------- |
| 2 jul | 15:15 | Egito     | 1–3    | Canadá    | 23–25 | 25–14 | 21–25 | 18–25 |       | 87–89   | Relatório |
| 2 jul | 18:15 | Croácia   | 3–2    | Alemanha  | 20–25 | 25–23 | 25–17 | 22–25 | 15–10 | 107–100 | Relatório |
| 2 jul | 21:15 | Tailândia | 0–3    | México    | 20–25 | 14–25 | 20–25 |       |       | 54–75   | Relatório |
| 3 jul | 15:15 | Egito     | 1–3    | Alemanha  | 25–22 | 20–25 | 16–25 | 21–25 |       | 82–97   | Relatório |
| 3 jul | 18:15 | Croácia   | 3–1    | México    | 25–17 | 23–25 | 25–22 | 25–19 |       | 98–83   | Relatório |
| 3 jul | 21:15 | Tailândia | 3–1    | Canadá    | 22–25 | 25–12 | 25–17 | 25–22 |       | 97–76   | Relatório |
| 4 jul | 15:15 | México    | 1–3    | Alemanha  | 25–23 | 20–25 | 16–25 | 12–25 |       | 73–98   | Relatório |
| 4 jul | 18:15 | Croácia   | 3–1    | Canadá    | 25–19 | 30–28 | 25–27 | 35–33 |       | 115–107 | Relatório |
| 4 jul | 21:15 | Tailândia | 1–3    | Egito     | 21–25 | 18–25 | 26–24 | 22–25 |       | 87–99   | Relatório |
| 6 jul | 15:15 | Canadá    | 0–3    | México    | 19–25 | 22–25 | 18–25 |       |       | 59–75   | Relatório |
| 6 jul | 18:15 | Croácia   | 3–0    | Egito     | 25–16 | 25–21 | 25–15 |       |       | 75–52   | Relatório |
| 6 jul | 21:15 | Tailândia | 1–3    | Alemanha  | 15–25 | 26–24 | 17–25 | 14–25 |       | 72–99   | Relatório |
| 7 jul | 15:15 | Egito     | 0–3    | México    | 12–25 | 23–25 | 24–26 |       |       | 59–76   | Relatório |
| 7 jul | 18:15 | Croácia   | 3–2    | Tailândia | 19–25 | 25–17 | 25–19 | 20–25 | 15–8  | 104–94  | Relatório |
| 7 jul | 21:15 | Canadá    | 1–3    | Alemanha  | 25–18 | 16–25 | 15–25 | 23–25 |       | 79–93   | Relatório |

### Grupo B
Classificação
|     |                      |     | Jogos | Jogos | Jogos | Pontos | Pontos | Pontos | Sets | Sets | Sets  |
| Pos | Equipe               | Pts | T     | V     | D     | V      | P      | R      | V    | P    | R     |
| --- | -------------------- | --- | ----- | ----- | ----- | ------ | ------ | ------ | ---- | ---- | ----- |
| 1   | Brasil               | 14  | 5     | 5     | 0     | 427    | 340    | 1.256  | 15   | 3    | 5,000 |
| 2   | Taipé Chinês         | 11  | 5     | 4     | 1     | 498    | 459    | 1.085  | 14   | 8    | 1.750 |
| 3   | Sérvia               | 9   | 5     | 3     | 2     | 464    | 439    | 1.057  | 12   | 9    | 1.333 |
| 4   | Argentina            | 4   | 5     | 2     | 3     | 405    | 440    | 0.920  | 7    | 13   | 0.538 |
| 5   | Porto Rico           | 6   | 5     | 1     | 4     | 420    | 445    | 0.944  | 9    | 12   | 0.750 |
| 6   | República Dominicana | 1   | 5     | 0     | 5     | 340    | 431    | 0.789  | 3    | 15   | 0.200 |

Resultados
| Data  | Hora  |                      | Placar |                      | Set 1 | Set 2 | Set 3 | Set 4 | Set 5 | Total   | Relatório |
| ----- | ----- | -------------------- | ------ | -------------------- | ----- | ----- | ----- | ----- | ----- | ------- | --------- |
| 2 jul | 15:15 | Argentina            | 3–2    | Porto Rico           | 21–25 | 25–11 | 25–18 | 17–25 | 15–10 | 103–89  | Relatório |
| 2 jul | 18:15 | Sérvia               | 2–3    | Taipé Chinês         | 19–25 | 25–21 | 26–28 | 25–21 | 13–15 | 108–110 | Relatório |
| 2 jul | 21:15 | Brasil               | 3–0    | República Dominicana | 25–14 | 25–13 | 25–20 |       |       | 75–47   | Relatório |
| 3 jul | 15:15 | Argentina            | 0–3    | Taipé Chinês         | 19–25 | 19–25 | 20–25 |       |       | 58–75   | Relatório |
| 3 jul | 18:15 | Sérvia               | 3–0    | República Dominicana | 25–13 | 25–17 | 25–20 |       |       | 75–50   | Relatório |
| 3 jul | 21:15 | Brasil               | 3–0    | Porto Rico           | 25–16 | 25–17 | 25–20 |       |       | 75–53   | Relatório |
| 4 jul | 15:15 | República Dominicana | 1–3    | Taipé Chinês         | 19–25 | 23–25 | 25–23 | 17–25 |       | 84–98   | Relatório |
| 4 jul | 18:15 | Sérvia               | 3–2    | Porto Rico           | 19–25 | 26–24 | 19–25 | 25–10 | 18–16 | 107–100 | Relatório |
| 4 jul | 21:15 | Brasil               | 3–0    | Argentina            | 25–22 | 25–8  | 25–23 |       |       | 75–53   | Relatório |
| 6 jul | 15:15 | Porto Rico           | 3–0    | República Dominicana | 25–22 | 25–12 | 25–19 |       |       | 75–53   | Relatório |
| 6 jul | 18:15 | Sérvia               | 3–1    | Argentina            | 25–16 | 25–23 | 20–25 | 25–19 |       | 95–83   | Relatório |
| 6 jul | 21:15 | Brasil               | 3–2    | Taipé Chinês         | 25–21 | 20–25 | 25–23 | 20–25 | 16–14 | 106–108 | Relatório |
| 7 jul | 15:15 | Argentina            | 3–2    | República Dominicana | 25–21 | 21–25 | 22–25 | 25–23 | 15–12 | 108–106 | Relatório |
| 7 jul | 18:15 | Sérvia               | 1–3    | Brasil               | 25–21 | 21–25 | 12–25 | 21–25 |       | 79–96   | Relatório |
| 7 jul | 21:15 | Porto Rico           | 2–3    | Taipé Chinês         | 22–25 | 19–25 | 25–22 | 25–20 | 12–15 | 103–107 | Relatório |

### Grupo C
Classificação
|     |                |     | Jogos | Jogos | Jogos | Pontos | Pontos | Pontos | Sets | Sets | Sets  |
| Pos | Equipe         | Pts | T     | V     | D     | V      | P      | R      | V    | P    | R     |
| --- | -------------- | --- | ----- | ----- | ----- | ------ | ------ | ------ | ---- | ---- | ----- |
| 1   | Polônia        | 13  | 5     | 5     | 0     | 470    | 398    | 1.181  | 15   | 5    | 3,000 |
| 2   | Bulgária       | 10  | 5     | 4     | 1     | 430    | 413    | 1.041  | 13   | 7    | 1.857 |
| 3   | Estados Unidos | 11  | 5     | 3     | 2     | 468    | 430    | 1.088  | 13   | 8    | 1.625 |
| 4   | Turquia        | 7   | 5     | 2     | 3     | 420    | 389    | 1.080  | 9    | 10   | 0.900 |
| 5   | Espanha        | 4   | 5     | 1     | 4     | 400    | 444    | 0.901  | 7    | 13   | 0.538 |
| 6   | Peru           | 0   | 5     | 0     | 5     | 280    | 394    | 0.711  | 1    | 15   | 0.067 |

Resultados
| Data  | Hora  |                | Placar |          | Set 1 | Set 2 | Set 3 | Set 4 | Set 5 | Total   | Relatório |
| ----- | ----- | -------------- | ------ | -------- | ----- | ----- | ----- | ----- | ----- | ------- | --------- |
| 2 jul | 15:15 | Bulgária       | 1–3    | Polônia  | 22–25 | 18–25 | 25–22 | 20–25 |       | 85–97   | Relatório |
| 2 jul | 18:15 | Turquia        | 3–0    | Peru     | 25–14 | 25–18 | 25–15 |       |       | 75–47   | Relatório |
| 2 jul | 21:15 | Estados Unidos | 3–1    | Espanha  | 22–25 | 25–16 | 25–12 | 25–23 |       | 97–76   | Relatório |
| 3 jul | 15:15 | Turquia        | 0–3    | Polônia  | 24–26 | 18–25 | 18–25 |       |       | 60–76   | Relatório |
| 3 jul | 18:15 | Bulgária       | 3–0    | Espanha  | 25–19 | 25–22 | 25–21 |       |       | 75–62   | Relatório |
| 3 jul | 21:15 | Estados Unidos | 3–0    | Peru     | 25–19 | 25–18 | 25–18 |       |       | 75–55   | Relatório |
| 4 jul | 15:15 | Turquia        | 2–3    | Bulgária | 20–25 | 25–17 | 20–25 | 25–17 | 11–15 | 101–99  | Relatório |
| 4 jul | 18:15 | Peru           | 1–3    | Espanha  | 18–25 | 17–25 | 25–19 | 9–25  |       | 69–94   | Relatório |
| 4 jul | 21:15 | Estados Unidos | 2–3    | Polônia  | 23–25 | 25–23 | 17–25 | 27–25 | 14–16 | 106–114 | Relatório |
| 6 jul | 15:15 | Polônia        | 3–0    | Peru     | 25–16 | 25–20 | 25–15 |       |       | 75–51   | Relatório |
| 6 jul | 18:15 | Turquia        | 3–1    | Espanha  | 20–25 | 25–17 | 25–16 | 25–14 |       | 95–72   | Relatório |
| 6 jul | 21:15 | Estados Unidos | 2–3    | Bulgária | 15–25 | 25–16 | 25–27 | 25–13 | 5–15  | 95–96   | Relatório |
| 7 jul | 15:15 | Polônia        | 3–2    | Espanha  | 20–25 | 25–15 | 25–23 | 23–25 | 15–8  | 108–96  | Relatório |
| 7 jul | 18:15 | Bulgária       | 3–0    | Peru     | 25–17 | 25–18 | 25–23 |       |       | 75–58   | Relatório |
| 7 jul | 21:15 | Estados Unidos | 3–1    | Turquia  | 25–19 | 20–25 | 25–22 | 25–23 |       | 95–89   | Relatório |

### Grupo D
Classificação
|     |         |     | Jogos | Jogos | Jogos | Pontos | Pontos | Pontos | Sets | Sets | Sets  |
| Pos | Equipe  | Pts | T     | V     | D     | V      | P      | R      | V    | P    | R     |
| --- | ------- | --- | ----- | ----- | ----- | ------ | ------ | ------ | ---- | ---- | ----- |
| 1   | Itália  | 15  | 5     | 5     | 0     | 426    | 354    | 1.203  | 15   | 3    | 5,000 |
| 2   | China   | 11  | 5     | 4     | 1     | 418    | 353    | 1.184  | 13   | 5    | 2.600 |
| 3   | Japão   | 10  | 5     | 3     | 2     | 408    | 337    | 1.211  | 12   | 6    | 2,000 |
| 4   | Bélgica | 6   | 5     | 2     | 3     | 331    | 362    | 0.914  | 7    | 9    | 0.778 |
| 5   | Chile   | 2   | 5     | 1     | 4     | 286    | 405    | 0.706  | 2    | 3    | 0.667 |
| 6   | Tunísia | 1   | 5     | 0     | 5     | 437    | 405    | 1.079  | 2    | 15   | 0.133 |

Resultados
| Data  | Hora  |         | Placar |         | Set 1 | Set 2 | Set 3 | Set 4 | Set 5 | Total   | Relatório |
| ----- | ----- | ------- | ------ | ------- | ----- | ----- | ----- | ----- | ----- | ------- | --------- |
| 2 jul | 15:15 | Japão   | 3–0    | Bélgica | 25–15 | 25–16 | 25–14 |       |       | 75–45   | Relatório |
| 2 jul | 18:15 | China   | 3–0    | Tunísia | 25–21 | 25–18 | 25–15 |       |       | 75–54   | Relatório |
| 2 jul | 21:15 | Itália  | 3–0    | Chile   | 25–9  | 25–17 | 25–11 |       |       | 75–37   | Relatório |
| 3 jul | 15:15 | Japão   | 3–0    | Tunísia | 28–26 | 25–19 | 25–18 |       |       | 78–63   | Relatório |
| 3 jul | 18:15 | China   | 3–0    | Chile   | 25–17 | 25–19 | 25–15 |       |       | 75–51   | Relatório |
| 3 jul | 21:15 | Itália  | 3–1    | Bélgica | 17–25 | 25–12 | 25–21 | 25–14 |       | 92–72   | Relatório |
| 4 jul | 15:15 | Japão   | 2–3    | China   | 25–13 | 14–25 | 17–25 | 25–20 | 10–15 | 91–98   | Relatório |
| 4 jul | 18:15 | Bélgica | 3–0    | Chile   | 25–22 | 25–18 | 25–16 |       |       | 75–56   | Relatório |
| 4 jul | 21:15 | Itália  | 3–0    | Tunísia | 25–23 | 25–22 | 25–18 |       |       | 75–63   | Relatório |
| 6 jul | 15:15 | Tunísia | 0–3    | Bélgica | 20–25 | 22–25 | 20–25 |       |       | 62–75   | Relatório |
| 6 jul | 18:15 | Japão   | 3–0    | Chile   | 25–16 | 25–14 | 25–10 |       |       | 75–40   | Relatório |
| 6 jul | 21:15 | Itália  | 3–1    | China   | 13–25 | 28–26 | 27–25 | 25–17 |       | 93–93   | Relatório |
| 7 jul | 15:15 | Tunísia | 2–3    | Chile   | 25–18 | 19–25 | 22–25 | 25–18 | 14–16 | 105–102 | Relatório |
| 7 jul | 18:15 | China   | 3–0    | Bélgica | 25–18 | 27–25 | 25–21 |       |       | 77–64   | Relatório |
| 7 jul | 21:15 | Itália  | 3–1    | Japão   | 25–21 | 16–25 | 25–22 | 25–21 |       | 91–89   | Relatório |

## Fase final

### Chaveamento final
- Todos os horários de Osijek, Vrnjačka Banja e Trstenik obedecem ao CEST (UTC+2).

|  | Oitavas-de-final   | Oitavas-de-final   |                    |   | Quartas-de-final | Quartas-de-final |                    |                    | Semifinais | Semifinais |  |  | Final | Final |
|  |                    |                    |                    |   |                  |                  |                    |                    |            |            |  |  |       |       |
|  | 8 de julho – 21:00 |                    |                    |   |                  |                  |                    |                    |            |            |  |  |       |       |
|  |                    |                    |                    |   |                  |                  |                    |                    |            |            |  |  |       |       |
|  | Seleção            | 0                  |                    |   |                  |                  |                    |                    |            |            |  |  |       |       |
|  | Seleção            | 0                  | 8 de julho – 21:00 |   |                  |                  |                    |                    |            |            |  |  |       |       |
|  | Seleção            | 0                  |                    |   |                  |                  |                    |                    |            |            |  |  |       |       |
|  | Seleção            | 0                  | Seleção            | 0 |                  |                  |                    |                    |            |            |  |  |       |       |
|  | 8 de julho – 21:00 |                    | Seleção            | 0 |                  |                  |                    |                    |            |            |  |  |       |       |
|  |                    | Seleção            | 0                  |   |                  |                  |                    |                    |            |            |  |  |       |       |
|  | Seleção            | Seleção            | 0                  | 0 |                  |                  |                    |                    |            |            |  |  |       |       |
|  | Seleção            |                    | 8 de julho – 21:00 | 0 |                  |                  |                    |                    |            |            |  |  |       |       |
|  | Seleção            | 0                  |                    |   |                  |                  |                    |                    |            |            |  |  |       |       |
|  | Seleção            | 0                  | Seleção            | 0 |                  |                  |                    |                    |            |            |  |  |       |       |
|  | 8 de julho – 21:00 |                    | Seleção            | 0 |                  |                  |                    |                    |            |            |  |  |       |       |
|  |                    | Seleção            | 0                  |   |                  |                  |                    |                    |            |            |  |  |       |       |
|  | Seleção            | Seleção            | 0                  | 0 |                  |                  |                    |                    |            |            |  |  |       |       |
|  | Seleção            | 8 de julho – 21:00 |                    | 0 |                  |                  |                    |                    |            |            |  |  |       |       |
|  | Seleção            | 0                  |                    |   |                  |                  |                    |                    |            |            |  |  |       |       |
|  | Seleção            | 0                  | Seleção            | 0 |                  |                  |                    |                    |            |            |  |  |       |       |
|  | 8 de julho – 21:00 |                    | Seleção            | 0 |                  |                  |                    |                    |            |            |  |  |       |       |
|  |                    | Seleção            | 0                  |   |                  |                  |                    |                    |            |            |  |  |       |       |
|  | Seleção            | Seleção            | 0                  | 0 |                  |                  |                    |                    |            |            |  |  |       |       |
|  | Seleção            |                    | 8 de julho – 21:00 | 0 |                  |                  |                    |                    |            |            |  |  |       |       |
|  | Seleção            | 0                  |                    |   |                  |                  |                    |                    |            |            |  |  |       |       |
|  | Seleção            | 0                  | Seleção            | 0 |                  |                  |                    |                    |            |            |  |  |       |       |
|  | 8 de julho – 21:00 |                    | Seleção            | 0 |                  |                  |                    |                    |            |            |  |  |       |       |
|  |                    | Seleção            | 0                  |   |                  |                  |                    |                    |            |            |  |  |       |       |
|  | Seleção            | Seleção            | 0                  | 0 |                  |                  |                    |                    |            |            |  |  |       |       |
|  | Seleção            | 8 de julho – 21:00 |                    | 0 |                  |                  |                    |                    |            |            |  |  |       |       |
|  | Seleção            | 0                  |                    |   |                  |                  |                    |                    |            |            |  |  |       |       |
|  | Seleção            | 0                  | Seleção            | 0 |                  |                  |                    |                    |            |            |  |  |       |       |
|  | 8 de julho – 21:00 |                    | Seleção            | 0 |                  |                  |                    |                    |            |            |  |  |       |       |
|  |                    | Seleção            | 0                  |   |                  |                  |                    |                    |            |            |  |  |       |       |
|  | Seleção            | Seleção            | 0                  | 0 |                  |                  |                    |                    |            |            |  |  |       |       |
|  | Seleção            |                    | 8 de julho – 21:00 | 0 |                  |                  |                    |                    |            |            |  |  |       |       |
|  | Seleção            | 0                  |                    |   |                  |                  |                    |                    |            |            |  |  |       |       |
|  | Seleção            | 0                  | Seleção            | 0 |                  |                  |                    |                    |            |            |  |  |       |       |
|  | 8 de julho – 21:00 |                    | Seleção            | 0 |                  |                  |                    |                    |            |            |  |  |       |       |
|  |                    | Seleção            | 0                  |   | Terceiro Lugar   | Terceiro Lugar   |                    |                    |            |            |  |  |       |       |
|  | Seleção            | Seleção            | 0                  | 0 | Terceiro Lugar   | Terceiro Lugar   |                    |                    |            |            |  |  |       |       |
|  | Seleção            | 8 de julho – 21:00 | 8 de julho – 21:00 | 0 |                  |                  | 8 de julho – 21:00 | 8 de julho – 21:00 |            |            |  |  |       |       |
|  | Seleção            | 8 de julho – 21:00 | 8 de julho – 21:00 | 0 |                  |                  | 8 de julho – 21:00 | 8 de julho – 21:00 |            |            |  |  |       |       |
|  | Seleção            | Seleção            | 0                  | 0 | Seleção          | 0                |                    |                    |            |            |  |  |       |       |
|  | 8 de julho – 21:00 | Seleção            | 0                  |   | Seleção          | 0                |                    |                    |            |            |  |  |       |       |
|  |                    | Seleção            | 0                  |   | Seleção          | 0                |                    |                    |            |            |  |  |       |       |
|  | Seleção            | Seleção            | 0                  | 0 | Seleção          | 0                |                    |                    |            |            |  |  |       |       |
|  | Seleção            |                    |                    | 0 |                  |                  |                    |                    |            |            |  |  |       |       |
|  | Seleção            | 0                  |                    |   |                  |                  |                    |                    |            |            |  |  |       |       |
|  | Seleção            | 0                  |                    |   |                  |                  |                    |                    |            |            |  |  |       |       |

### Classificação 5º–8º lugar
|  | Classificação 5º–8º lugar | Classificação 5º–8º lugar |   |                    | Definição 5º lugar | Definição 5º lugar |  |
|  |                           |                           |   |                    |                    |                    |  |
|  | 8 de julho – 21:00        |                           |   |                    |                    |                    |  |
|  | Seleção                   | 0                         |   |                    |                    |                    |  |
|  | Seleção                   | 0                         |   |                    |                    |                    |  |
|  |                           |                           |   |                    |                    |                    |  |
|  |                           |                           |   |                    | 8 de julho – 21:00 |                    |  |
|  |                           |                           |   |                    | Seleção            | 0                  |  |
|  |                           | Seleção                   | 0 |                    |                    |                    |  |
|  |                           |                           |   |                    |                    |                    |  |
|  |                           |                           |   |                    |                    |                    |  |
|  |                           |                           |   |                    | Definição 7º lugar |                    |  |
|  | 8 de julho – 21:00        | 8 de julho – 21:00        |   | 8 de julho – 21:00 | 8 de julho – 21:00 |                    |  |
|  | Seleção                   | 0                         |   | Seleção            | 0                  |                    |  |
|  | Seleção                   | 0                         |   |                    | Seleção            | 0                  |  |

### Classificação 9º–16º lugar
|  | Classificação 9º–16º lugar | Classificação 9º–16º lugar |                     |   | Classificação 9º–12º lugar | Classificação 9º–12º lugar |  |  | Definição 9º lugar | Definição 9º lugar |
|  |                            |                            |                     |   |                            |                            |  |  |                    |                    |
|  | 8 de julho – 21:00         |                            |                     |   |                            |                            |  |  |                    |                    |
|  |                            |                            |                     |   |                            |                            |  |  |                    |                    |
|  | Seleção                    | 0                          |                     |   |                            |                            |  |  |                    |                    |
|  | Seleção                    | 0                          | 12 de julho – 21:00 |   |                            |                            |  |  |                    |                    |
|  | Seleção                    | 0                          |                     |   |                            |                            |  |  |                    |                    |
|  | Seleção                    | 0                          | Seleção             | 0 |                            |                            |  |  |                    |                    |
|  | 8 de julho – 21:00         |                            | Seleção             | 0 |                            |                            |  |  |                    |                    |
|  |                            | Seleção                    | 0                   |   |                            |                            |  |  |                    |                    |
|  | Seleção                    | Seleção                    | 0                   | 0 |                            |                            |  |  |                    |                    |
|  | Seleção                    |                            | 8 de julho – 21:00  | 0 |                            |                            |  |  |                    |                    |
|  | Seleção                    | 0                          |                     |   |                            |                            |  |  |                    |                    |
|  | Seleção                    | 0                          | Seleção             | 0 |                            |                            |  |  |                    |                    |
|  | 8 de julho – 21:00         |                            | Seleção             | 0 |                            |                            |  |  |                    |                    |
|  |                            | Seleção                    | 0                   |   |                            |                            |  |  |                    |                    |
|  | Seleção                    | Seleção                    | 0                   | 0 |                            |                            |  |  |                    |                    |
|  | Seleção                    | 12 de julho – 21:00        |                     | 0 |                            |                            |  |  |                    |                    |
|  | Seleção                    | 0                          |                     |   |                            |                            |  |  |                    |                    |
|  | Seleção                    | 0                          | Seleção             | 0 |                            |                            |  |  |                    |                    |
|  | 8 de julho – 21:00         |                            | Seleção             | 0 |                            |                            |  |  |                    |                    |
|  |                            | Seleção                    | 0                   |   | Definição 11º lugar        | Definição 11º lugar        |  |  |                    |                    |
|  | Seleção                    | Seleção                    | 0                   | 0 | Definição 11º lugar        | Definição 11º lugar        |  |  |                    |                    |
|  | Seleção                    |                            | 8 de julho – 21:00  | 0 |                            |                            |  |  |                    |                    |
|  | Seleção                    | 0                          |                     |   |                            |                            |  |  |                    |                    |
|  | Seleção                    | 0                          | Seleção             | 0 |                            |                            |  |  |                    |                    |
|  |                            |                            |                     |   |                            |                            |  |  |                    |                    |
|  | Seleção                    | 0                          |                     |   |                            |                            |  |  |                    |                    |
|  | Seleção                    | 0                          |                     |   |                            |                            |  |  |                    |                    |

### Classificação 13º–16º lugar
|  | Classificação 13º–16º lugar | Classificação 13º–16º lugar |   |                    | Definição 13º lugar | Definição 13º lugar |  |
|  |                             |                             |   |                    |                     |                     |  |
|  | 7 de julho – 21:00          |                             |   |                    |                     |                     |  |
|  | Seleção                     | 0                           |   |                    |                     |                     |  |
|  | Seleção                     | 0                           |   |                    |                     |                     |  |
|  |                             |                             |   |                    |                     |                     |  |
|  |                             |                             |   |                    | 8 de julho – 21:00  |                     |  |
|  |                             |                             |   |                    | Seleção             | 0                   |  |
|  |                             | Seleção                     | 0 |                    |                     |                     |  |
|  |                             |                             |   |                    |                     |                     |  |
|  |                             |                             |   |                    |                     |                     |  |
|  |                             |                             |   |                    | Definição 15º lugar |                     |  |
|  | 7 de julho – 21:00          | 7 de julho – 21:00          |   | 8 de julho – 21:00 | 8 de julho – 21:00  |                     |  |
|  | Seleção                     | 0                           |   | Seleção            | 0                   |                     |  |
|  | Seleção                     | 0                           |   |                    | Seleção             | 0                   |  |

### Classificação do 17º ao 24º lugares
|  | Classificação 17º–24º lugar | Classificação 17º–24º lugar |                     |   | Classificação 17º–20º lugar | Classificação 17º–20º lugar |  |  | Definição 17º lugar | Definição 17º lugar |
|  |                             |                             |                     |   |                             |                             |  |  |                     |                     |
|  | 8 de julho – 21:00          |                             |                     |   |                             |                             |  |  |                     |                     |
|  |                             |                             |                     |   |                             |                             |  |  |                     |                     |
|  | Seleção                     | 0                           |                     |   |                             |                             |  |  |                     |                     |
|  | Seleção                     | 0                           | 11 de julho – 21:00 |   |                             |                             |  |  |                     |                     |
|  | Seleção                     | 0                           |                     |   |                             |                             |  |  |                     |                     |
|  | Seleção                     | 0                           | Seleção             | 0 |                             |                             |  |  |                     |                     |
|  | 8 de julho – 21:00          |                             | Seleção             | 0 |                             |                             |  |  |                     |                     |
|  |                             | Seleção                     | 0                   |   |                             |                             |  |  |                     |                     |
|  | Seleção                     | Seleção                     | 0                   | 0 |                             |                             |  |  |                     |                     |
|  | Seleção                     |                             | 12 de julho – 21:00 | 0 |                             |                             |  |  |                     |                     |
|  | Seleção                     | 0                           |                     |   |                             |                             |  |  |                     |                     |
|  | Seleção                     | 0                           | Seleção             | 0 |                             |                             |  |  |                     |                     |
|  | 8 de julho – 21:00          |                             | Seleção             | 0 |                             |                             |  |  |                     |                     |
|  |                             | Seleção                     | 0                   |   |                             |                             |  |  |                     |                     |
|  | Seleção                     | Seleção                     | 0                   | 0 |                             |                             |  |  |                     |                     |
|  | Seleção                     | 11 de julho – 21:00         |                     | 0 |                             |                             |  |  |                     |                     |
|  | Seleção                     | 0                           |                     |   |                             |                             |  |  |                     |                     |
|  | Seleção                     | 0                           | Seleção             | 0 |                             |                             |  |  |                     |                     |
|  | 8 de julho – 21:00          |                             | Seleção             | 0 |                             |                             |  |  |                     |                     |
|  |                             | Seleção                     | 0                   |   | Definição 19º lugar         | Definição 19º lugar         |  |  |                     |                     |
|  | Seleção                     | Seleção                     | 0                   | 0 | Definição 19º lugar         | Definição 19º lugar         |  |  |                     |                     |
|  | Seleção                     |                             | 12 de julho – 21:00 | 0 |                             |                             |  |  |                     |                     |
|  | Seleção                     | 0                           |                     |   |                             |                             |  |  |                     |                     |
|  | Seleção                     | 0                           | Seleção             | 0 |                             |                             |  |  |                     |                     |
|  |                             |                             |                     |   |                             |                             |  |  |                     |                     |
|  | Seleção                     | 0                           |                     |   |                             |                             |  |  |                     |                     |
|  | Seleção                     | 0                           |                     |   |                             |                             |  |  |                     |                     |

### Classificação 21º–23º lugar
|  | Classificação 21º–24º lugar | Classificação 21º–24º lugar |   |                     | Definição 21º lugar | Definição 21º lugar |  |
|  |                             |                             |   |                     |                     |                     |  |
|  | 11 de julho – 21:00         |                             |   |                     |                     |                     |  |
|  | Seleção                     | 0                           |   |                     |                     |                     |  |
|  | Seleção                     | 0                           |   |                     |                     |                     |  |
|  |                             |                             |   |                     |                     |                     |  |
|  |                             |                             |   |                     | 12 de julho – 21:00 |                     |  |
|  |                             |                             |   |                     | Seleção             | 0                   |  |
|  |                             | Seleção                     | 0 |                     |                     |                     |  |
|  |                             |                             |   |                     |                     |                     |  |
|  |                             |                             |   |                     |                     |                     |  |
|  |                             |                             |   |                     | Definição 23º lugar |                     |  |
|  | 11 de julho – 21:00         | 11 de julho – 21:00         |   | 12 de julho – 21:00 | 12 de julho – 21:00 |                     |  |
|  | Seleção                     | 0                           |   | Seleção             | 0                   |                     |  |
|  | Seleção                     | 0                           |   |                     | Seleção             | 0                   |  |

## Classificação 17º–24º lugar
Resultados
| Data  | Hora  |            | Placar |                      | Set 1 | Set 2 | Set 3 | Set 4 | Set 5 | Total   | Relatório |
| ----- | ----- | ---------- | ------ | -------------------- | ----- | ----- | ----- | ----- | ----- | ------- | --------- |
| 8 Jul | 15:15 | Canadá     | 3–2    | Peru                 | 21–25 | 20–25 | 25–17 | 25–21 | 15–12 | 106–100 | Relatório |
| 8 Jul | 15:15 | Porto Rico | 3–1    | Tunísia              | 25–18 | 22–25 | 25–17 | 25–21 |       | 97–81   | Relatório |
| 8 Jul | 18:15 | Espanha    | 3–0    | Egito                | 25–23 | 25–19 | 25–21 |       |       | 75–63   | Relatório |
| 8 Jul | 18:15 | Chile      | 3–2    | República Dominicana | 25–17 | 26–24 | 17–25 | 23–25 | 15–10 | 106–101 | Relatório |

### Classificação 21º–23º lugar
Resultados
| Data   | Hora  |       | Placar |                      | Set 1 | Set 2 | Set 3 | Set 4 | Set 5 | Total | Relatório |
| ------ | ----- | ----- | ------ | -------------------- | ----- | ----- | ----- | ----- | ----- | ----- | --------- |
| 11 jul | 15:15 | Peru  | 3–1    | Tunísia              | 25–13 | 25–23 | 18–25 | 25–23 |       | 93–84 | Relatório |
| 11 jul | 18:15 | Egito | 3–1    | República Dominicana | 20–25 | 25–10 | 25–23 | 25–15 |       | 95–73 | Relatório |

### Classificação 17º–20º lugar
Resultados
| Data   | Hora  |         | Placar |            | Set 1 | Set 2 | Set 3 | Set 4 | Set 5 | Total | Relatório |
| ------ | ----- | ------- | ------ | ---------- | ----- | ----- | ----- | ----- | ----- | ----- | --------- |
| 11 jul | 15:15 | Canadá  | 3–1    | Porto Rico | 25–21 | 15–25 | 25–23 | 25–14 |       | 90–83 | Relatório |
| 11 jul | 18:15 | Espanha | 3–0    | Chile      | 25–17 | 25–10 | 25–20 |       |       | 75–47 | Relatório |

### Vigésimo terceiro lugar
Resultados
| Data   | Hora  |         | Placar |                      | Set 1 | Set 2 | Set 3 | Set 4 | Set 5 | Total | Relatório |
| ------ | ----- | ------- | ------ | -------------------- | ----- | ----- | ----- | ----- | ----- | ----- | --------- |
| 12 jul | 15:15 | Tunísia | 1–3    | República Dominicana | 23–25 | 25–12 | 23–25 | 20–25 |       | 91–87 | Relatório |

### Vigésimo primeiro lugar
Resultados
| Data   | Hora  |      | Placar |       | Set 1 | Set 2 | Set 3 | Set 4 | Set 5 | Total  | Relatório |
| ------ | ----- | ---- | ------ | ----- | ----- | ----- | ----- | ----- | ----- | ------ | --------- |
| 12 jul | 18:15 | Peru | 3–1    | Egito | 28–26 | 25–12 | 24–26 | 26–24 |       | 103–88 | Relatório |

### Décimo nono lugar
Resultados
| Data   | Hora  |            | Placar |       | Set 1 | Set 2 | Set 3 | Set 4 | Set 5 | Total | Relatório |
| ------ | ----- | ---------- | ------ | ----- | ----- | ----- | ----- | ----- | ----- | ----- | --------- |
| 12 jul | 15:15 | Porto Rico | 1–3    | Chile | 12–25 | 25–19 | 20–25 | 25–27 |       | 82–96 | Relatório |

### Décimo sétimo lugar
Resultados
| Data   | Hora  |        | Placar |         | Set 1 | Set 2 | Set 3 | Set 4 | Set 5 | Total | Relatório |
| ------ | ----- | ------ | ------ | ------- | ----- | ----- | ----- | ----- | ----- | ----- | --------- |
| 12 jul | 18:15 | Canadá | 2–3    | Espanha | 5–17  | 17–25 | 25–10 | 23–25 | 9–15  | 79–92 | Relatório |

## Oitavas de final
Resultados
| Data  | Hora  |              | Placar |                | Set 1 | Set 2 | Set 3 | Set 4 | Set 5 | Total   | Relatório |
| ----- | ----- | ------------ | ------ | -------------- | ----- | ----- | ----- | ----- | ----- | ------- | --------- |
| 8 jul | 15:15 | Bulgária     | 3–0    | México         | 25–22 | 25–16 | 25–16 |       |       | 75–54   | Relatório |
| 8 jul | 15:15 | Taipé Chinês | 1–3    | Japão          | 25–20 | 16–25 | 22–25 | 18–25 |       | 81–95   | Relatório |
| 8 jul | 18:15 | China        | 3–2    | Sérvia         | 25–19 | 24–26 | 24–26 | 25–15 | 16–14 | 114–100 | Relatório |
| 8 jul | 18:15 | Croácia      | 1–3    | Turquia        | 12–25 | 26–24 | 13–25 | 12–25 |       | 63–99   | Relatório |
| 8 jul | 21:15 | Brasil       | 3–0    | Bélgica        | 26–24 | 25–20 | 25–19 |       |       | 76–63   | Relatório |
| 8 jul | 21:15 | Alemanha     | 2–3    | Estados Unidos | 18–25 | 28–26 | 25–17 | 15–25 | 13–15 | 99–108  | Relatório |
| 8 jul | 21:15 | Polônia      | 3–0    | Tailândia      | 25–17 | 25–20 | 25–23 |       |       | 75–60   | Relatório |
| 8 jul | 21:15 | Itália       | 3–1    | Argentina      | 25–17 | 22–25 | 25–12 | 25–12 |       | 97–66   | Relatório |

## Classificação 9º–16º lugar
Resultados
| Data   | Hora  |              | Placar |           | Set 1 | Set 2 | Set 3 | Set 4 | Set 5 | Total   | Relatório |
| ------ | ----- | ------------ | ------ | --------- | ----- | ----- | ----- | ----- | ----- | ------- | --------- |
| 11 jul | 15:15 | Taipé Chinês | 3–1    | Tailândia | 27–25 | 17–25 | 25–18 | 25–19 |       | 94–87   | Relatório |
| 11 jul | 18:15 | Sérvia       | 0–3    | Croácia   | 29–31 | 20–25 | 12–25 |       |       | 61–81   | Relatório |
| 11 jul | 21:15 | México       | 3–2    | Bélgica   | 21–25 | 22–25 | 25–21 | 25–19 | 15–10 | 108–100 | Relatório |
| 11 jul | 21:15 | Alemanha     | 1–3    | Argentina | 21–25 | 20–25 | 25–21 | 11–25 |       | 77–96   | Relatório |

### Classificação 13º–16º lugar
Resultados
| Data   | Hora  |          | Placar |           | Set 1 | Set 2 | Set 3 | Set 4 | Set 5 | Total   | Relatório |
| ------ | ----- | -------- | ------ | --------- | ----- | ----- | ----- | ----- | ----- | ------- | --------- |
| 12 jul | 15:15 | Alemanha | 2–3    | Tailândia | 25–22 | 25–21 | 22–25 | 16–25 | 9–15  | 97–108  | Relatório |
| 12 jul | 18:15 | Sérvia   | 2–3    | Bélgica   | 25–22 | 20–25 | 25–18 | 23–25 | 10–15 | 103–105 | Relatório |

### Classificação 9º–12º lugar
Resultados
| Data   | Hora  |              | Placar |           | Set 1 | Set 2 | Set 3 | Set 4 | Set 5 | Total | Relatório |
| ------ | ----- | ------------ | ------ | --------- | ----- | ----- | ----- | ----- | ----- | ----- | --------- |
| 12 jul | 21:15 | Croácia      | 3–0    | México    | 25–19 | 25–16 | 25–20 |       |       | 75–55 | Relatório |
| 12 jul | 21:15 | Taipé Chinês | 1–3    | Argentina | 25–14 | 20–25 | 15–25 | 18–25 |       | 78–89 | Relatório |

### Décimo quinto lugar
Resultado
| Data   | Hora  |        | Placar |          | Set 1 | Set 2 | Set 3 | Set 4 | Set 5 | Total | Relatório |
| ------ | ----- | ------ | ------ | -------- | ----- | ----- | ----- | ----- | ----- | ----- | --------- |
| 13 jul | 18:15 | Sérvia | 3–0    | Alemanha | 25–14 | 25–21 | 25–23 |       |       | 75–58 | Relatório |

### Décimo terceiro lugar
Resultado
| Data   | Hora  |         | Placar |           | Set 1 | Set 2 | Set 3 | Set 4 | Set 5 | Total | Relatório |
| ------ | ----- | ------- | ------ | --------- | ----- | ----- | ----- | ----- | ----- | ----- | --------- |
| 13 jul | 15:15 | Bélgica | 1–3    | Tailândia | 25–20 | 20–25 | 23–25 | 17–25 |       | 85–95 | Relatório |

### Décimo primeiro lugar
Resultado
| Data   | Hora  |        | Placar |              | Set 1 | Set 2 | Set 3 | Set 4 | Set 5 | Total | Relatório |
| ------ | ----- | ------ | ------ | ------------ | ----- | ----- | ----- | ----- | ----- | ----- | --------- |
| 13 jul | 15:15 | México | 1–3    | Taipé Chinês | 21–25 | 28–30 | 25–17 | 15–25 |       | 89–97 | Relatório |

### Nono lugar
Resultado
| Data   | Hora  |         | Placar |           | Set 1 | Set 2 | Set 3 | Set 4 | Set 5 | Total | Relatório |
| ------ | ----- | ------- | ------ | --------- | ----- | ----- | ----- | ----- | ----- | ----- | --------- |
| 13 jul | 18:15 | Croácia | 3–0    | Argentina | 25–14 | 25–20 | 25–17 |       |       | 75–51 | Relatório |

## Quartas de final
Resultados
| Data   | Hora  |                | Placar |         | Set 1 | Set 2 | Set 3 | Set 4 | Set 5 | Total   | Relatório |
| ------ | ----- | -------------- | ------ | ------- | ----- | ----- | ----- | ----- | ----- | ------- | --------- |
| 11 jul | 15:15 | China          | 1–3    | Turquia | 20–25 | 25–23 | 19–25 | 9–25  |       | 73–98   | Relatório |
| 11 jul | 18:15 | Japão          | 0–3    | Polônia | 20–25 | 19–25 | 25–27 |       |       | 64–77   | Relatório |
| 11 jul | 21:15 | Bulgária       | 3–1    | Brasil  | 25–15 | 21–25 | 25–18 | 25–20 |       | 96–78   | Relatório |
| 11 jul | 21:15 | Estados Unidos | 3–2    | Itália  | 31–29 | 23–25 | 21–25 | 30–28 | 15–8  | 120–115 | Relatório |

### Classificação do 5º ao 8º lugares
Resultados
| Data   | Hora  |       | Placar |        | Set 1 | Set 2 | Set 3 | Set 4 | Set 5 | Total   | Relatório |
| ------ | ----- | ----- | ------ | ------ | ----- | ----- | ----- | ----- | ----- | ------- | --------- |
| 12 jul | 15:15 | China | 3–1    | Brasil | 23–25 | 27–25 | 27–25 | 28–26 |       | 105–101 | Relatório |
| 12 jul | 18:15 | Japão | 2–3    | Itália | 25–16 | 20–25 | 28–26 | 22–25 | 7–15  | 102–107 | Relatório |

### Sétimo lugar
Resultado
| Data   | Hora  |        | Placar |       | Set 1 | Set 2 | Set 3 | Set 4 | Set 5 | Total | Relatório |
| ------ | ----- | ------ | ------ | ----- | ----- | ----- | ----- | ----- | ----- | ----- | --------- |
| 13 jul | 15:15 | Brasil | 0–3    | Japão | 22–25 | 23–25 | 26–28 |       |       | 71–78 | Relatório |

### Quinto lugar
Resultado
| Data   | Hora  |       | Placar |        | Set 1 | Set 2 | Set 3 | Set 4 | Set 5 | Total   | Relatório |
| ------ | ----- | ----- | ------ | ------ | ----- | ----- | ----- | ----- | ----- | ------- | --------- |
| 13 jul | 18:15 | China | 2–3    | Itália | 25–18 | 25–21 | 25–27 | 17–25 | 15–17 | 107–108 | Relatório |

## Semifinais
Resultados
| Data   | Hora  |         | Placar |                | Set 1 | Set 2 | Set 3 | Set 4 | Set 5 | Total   | Relatório |
| ------ | ----- | ------- | ------ | -------------- | ----- | ----- | ----- | ----- | ----- | ------- | --------- |
| 12 jul | 21:15 | Turquia | 2–3    | Bulgária       | 23–25 | 25–18 | 21–25 | 25–23 | 9–15  | 103–106 | Relatório |
| 12 jul | 21:15 | Polônia | 0–3    | Estados Unidos | 14–25 | 18–25 | 19–25 |       |       | 51–75   | Relatório |

### Terceiro lugar
Resultado
| Data   | Hora  |         | Placar |         | Set 1 | Set 2 | Set 3 | Set 4 | Set 5 | Total | Relatório |
| ------ | ----- | ------- | ------ | ------- | ----- | ----- | ----- | ----- | ----- | ----- | --------- |
| 13 jul | 15:15 | Turquia | 0–3    | Polônia | 19–25 | 21–25 | 20–25 |       |       | 60–75 | Relatório |

### Final
Resultado
| Data   | Hora  |          | Placar |                | Set 1 | Set 2 | Set 3 | Set 4 | Set 5 | Total  | Relatório |
| ------ | ----- | -------- | ------ | -------------- | ----- | ----- | ----- | ----- | ----- | ------ | --------- |
| 13 jul | 18:15 | Bulgária | 3–1    | Estados Unidos | 21–25 | 25–16 | 25–17 | 29–27 |       | 100–85 | Relatório |